# Liste der Herrscher im 9. Jahrhundert v. Chr.
Übersicht
11. Jahrhundert v. Chr. | 10. Jahrhundert v. Chr. | Liste der Herrscher im 9. Jahrhundert v. Chr. | 8. Jahrhundert v. Chr. | 7. Jahrhundert v. Chr.

Weitere Ereignisse
Dies ist eine synchrone Darstellung der Regierungszeiten von vorantiken Herrschern im 9. Jahrhundert vor Christus, visualisiert in Form von gleich skalierten Zeitleisten.

Ungefähre Einflussbereiche um 900 …

… und um 800 v. Chr.

### Allgemeines
In der Zeitleiste symbolisiert eine Lücke von einem Jahr, dass in ungefähr dieser Zeit der Übergang zwischen zwei Herrschern angenommen wird. Ist der Übergangszeitraum genauer bestimmbar, wird dies durch einen dünneren Strich gekennzeichnet. Größere Lücken zwischen zwei Namen bedeuten nicht zwangsläufig, dass es keinen Herrscher gab; sondern kennzeichnen eine Ungewissheit. Wenn keine farbigen Balken angezeigt werden, können die entsprechenden Herrscher nach Stand der Forschung nicht genauer datiert werden. Die Darstellung erhebt keinen Anspruch auf Vollständigkeit.
Konkret verwendet wird hier die Datierung nach Nissen (2012) für die Angaben zu altorientalischen Königen sowie die Datierung nach Beckerath (1994) für die Angaben zu ägyptischen Königen.
Grundsätzlicher Hinweis: Die Jahresangaben dieser Liste stehen nicht endgültig fest, siehe dazu auch altorientalische und ägyptische Chronologie. Je nach Meinung eines Autors kann die Datierung von Großkönigen und Pharaonen in dieser Zeit um mehrere Jahre von den hier verwendeten Angaben abweichen, für noch frühere Zeiträume auch wesentlich mehr. Fachautoren geben häufig an, welche Annahmen/Chronologien ihren Schriften zugrunde liegen.
Durch neue archäologische Erkenntnisse können sich gelegentlich auch Forschungsstand und geltende Lehrmeinung zur Datierung abrupt ändern. Wenn neuere Erkenntnisse eingepflegt werden, ist auf Gleichzeitigkeiten von Herrschern zu prüfen (diese soll entsprechend archäologischem Befund gewährleistet bleiben) und die verwendete Chronologie sowie die Quelle/Fundstelle anzugeben.